# Серкьо
Се́ркьо (итал. Serchio) — река в Италии, третья по длине на территории Тосканы. Берёт начало на вершине Силлано на высоте свыше 1500 м. Впадает в Лигурийское море. Длина Серкьо составляет около 126 километров, а площадь её водосборного бассейна — порядка 1600 км². На Серкьо стоит город Лукка.
На территории коммуны Пьяцца-аль-Серкьо в реку впадает приток Серкьо-ди-Грамолаццо.